# رويستون
رويستون (بالإنجليزية: Royston, Georgia)‏ هي مدينة تقع في مقاطعة فرانكلين، جورجيا, مقاطعة هارت، جورجيا, مقاطعة ماديسون، جورجيا بولاية جورجيا في الولايات المتحدة. تبلغ مساحة هذه المدينة 8.9 (كم²)، وترتفع عن سطح البحر 274 م، بلغ عدد سكانها 2582 نسمة في عام 2010 حسب إحصاء مكتب تعداد الولايات المتحدة.

## أعلام
- توني جونز
- غاري والكر
- تيري كي
- د. دبليو. بروكس

## وصلات خارجية
- cityofroyston.com
- Cities & Counties - Georgia.gov